# Nguyễn Thị Như Ý
Nguyễn Thị Như Ý (sinh ngày 2 tháng 11 năm 1973) là một nữ chính trị gia người Việt Nam. Bà hiện là đại biểu quốc hội Việt Nam khóa XIV nhiệm kì 2016-2021, thuộc đoàn đại biểu quốc hội tỉnh Đồng Nai, Chủ tịch Liên đoàn Lao động tỉnh Đồng Nai, Ủy viên Ủy ban về các vấn đề xã hội của Quốc hội. Bà lần đầu trúng cử đại biểu quốc hội năm 2016 ở đơn vị bầu cử số 1, tỉnh Đồng Nai gồm có thành phố Biên Hòa và các huyện: Long Thành, Nhơn Trạch.

## Xuất thân
Nguyễn Thị Như Ý sinh ngày 2 tháng 11 năm 1973 quê quán ở thị trấn Thạnh Mỹ, huyện Đơn Dương, tỉnh Lâm Đồng. 
Bà hiện cư trú ở Số 77/382C, khu phố 1, phường Tân Mai, thành phố Biên Hòa, tỉnh Đồng Nai.

## Giáo dục
- Giáo dục phổ thông: 12/12
- Cử nhân Luật
- Cao cấp lí luận chính trị

## Sự nghiệp
Bà gia nhập Đảng Cộng sản Việt Nam vào ngày 18/9/2003.
Khi ứng cử đại biểu Quốc hội Việt Nam khóa 14 vào tháng 5 năm 2016 bà đang là Tỉnh ủy viên, Phó Chủ tịch thường trực Liên Đoàn Lao động tỉnh Đồng Nai, làm việc ở Liên Đoàn Lao động tỉnh Đồng Nai.
Bà lần đầu trúng cử đại biểu quốc hội năm 2016 ở đơn vị bầu cử số 1, tỉnh Đồng Nai gồm có thành phố Biên Hòa và các huyện: Long Thành, Nhơn Trạch, được 585.402 phiếu, đạt tỷ lệ 59,20% số phiếu hợp lệ.
Bà hiện là Tỉnh ủy viên, Chủ tịch Liên đoàn Lao động tỉnh Đồng Nai, Ủy viên Ủy ban về các vấn đề xã hội của Quốc hội.
Bà đang làm việc ở Liên đoàn Lao động tỉnh Đồng Nai.